# Nguyễn Ngọc
Nguyễn Ngọc (1812 - 1847), hiệu là Bảo Trai, tự là Kiên Kim, thụy là Văn Ý là một người Nghệ An đậu song nguyên hoàng giáp.
Nguyễn Ngọc là người làng Cổ Bái xã Đông Hải huyện Chân Phúc tỉnh Nghệ An (nay là xã Phúc Thọ, huyện Nghi Lộc, tỉnh Nghệ An). Năm 23 tuổi đậu thứ 3 khoa thi hương giải khoa Giáp Ngọ triều Minh Mạng. Năm 30 tuổi đậu tiến sĩ đệ nhị giáp khoa Tân Sửu (1841) triều Thiệu Trị. Thi hội lẫn thi đình đều đậu đầu, gọi là song nguyên hoàng giáp.
Năm Nhâm Dần (1842) được phái lên ải Nam Quan tiếp sứ thần phương bắc Sách Phong. Năm Giáp Thìn được phái sang Quảng Đông để đưa Lý Mậu Tài về nước. Làm quan đến chức Tu Soạn bị phạm lỗi trong khi coi thi (tự ý sửa chữa bài thi) nên bị cách chức. Sau được phục chức, đưa về làm hàn lâm viện điển bạ, khâm tu Thiệu Trị văn quy. Mùa đông năm Đinh Mùi (1847) bị bệnh, cáo hưu về quê trên đường về đến phủ Triệu Phong tỉnh Quảng Trị thì mất, thọ 36 tuổi.
Nguyễn Ngọc là con trai thứ tư của Trà khê Công Nguyễn Thước, cháu của Hoàng Khê Hầu Nguyễn Khuê, em của Nguyễn Huy Thuyên và án sát ngự sử Nguyễn Lâm.